# 弟子員
弟子員，一詞最早見於《汉书·儒林传序》：“今天子太学弟子少，於是增弟子员三千人。”西漢始稱太学學生為弟子員，基本上是屬於國家培訓的重要學生，弟子員跟著自己的教師（通常是五經博士）學習，故稱博士弟子員。博士弟子員可隨博士同住，成績優秀者可授官職。
明清稱生員為弟子員，尤其博士弟子員是監生或貢生的雅稱，蔣士銓的《鳴機夜課圖記》： “旋補弟子員，明年丁卯，食廩餼。”

## 外部連結
[在维基数据编辑]
 《欽定古今圖書集成·經濟彙編·選舉典·太學生部》，出自陈梦雷《古今圖書集成》